# S & R Sportscars
S & R Sportscars war ein britischer Hersteller von Automobilen.

## Unternehmensgeschichte
Roy Coates, der bereits 1982 von Embeesea Kit Cars die Rechte am Projekt Eurocco erwarb, gründete 1985 das Unternehmen in Wakefield in der Grafschaft West Yorkshire. Er begann mit der Produktion von Automobilen und Kits. Der Markenname lautete SR. 1986 endete die Produktion. Insgesamt entstanden etwa drei Exemplare.

## Fahrzeuge
Erstes Modell war der SR 1. Die Basis bildete das ungekürzte Fahrgestell vom VW Käfer. Darauf wurde eine Coupé-Karosserie montiert.
Wenig später folgte der SR 2. Auf der gleichen Basis aufbauend, bot das Coupé Platz für 2 + 2 Sitze. Die vorderen Scheinwerfer beider Modelle kamen vom Audi Quattro.